# Carlito syrichta
El tarsero filipino (Carlito syrichta), conocido localmente como mawumag en cebuano y otras lenguas bisayas, magô en samareño y mal por los tboli; es una especie de primate tarsiforme. Anteriormente se clasificaba dentro del género Tarsius (T. syrichta), pero en 2010 se reclasificó como única especie del género Carlito.
Su distribución corresponde a las selvas del sudeste del archipiélago Filipino, principalmente en las Islas de Samar, Leyte, Mindanao y Bohol. Tribus como los bilanes y los tboli también decían que se encontraba en la provincia de Sarangani en la isla de Mindanao, algo que por fin se corroboró cuando el 30 de marzo de 2002 se capturó una pareja de esta especie en peligro en las zonas montañosas de las municipalidades de Maitum y Kiamba.
Son nocturnos e insectívoros, presentan un tamaño reducido, de unos 15 cm de largo, que hace muy difícil su localización. Durante el día, estos tarseros duermen en agujeros oscuros cerca del suelo. Su hábitat natural corresponde al bosque primario y secundario de clima tropical, desde el nivel del mar hasta los 700 m s. n. m.. Estas selvas tropicales, de vegetación densa y frondosa le permiten guarecerse en árboles de pequeño tamaño u otros elementos que les confieran protección, tales como hierbas altas, matorrales o brotes de bambú, ubicándose no más allá de los 2 m del suelo.
Pueden girar la cabeza 180 grados en ambos sentidos y sus grandes orejas membranosas parecen estar en continuo movimiento. Por sus ojos, fijos al cráneo y abiertos como platos, ostentan el récord Guinness del mamífero con los ojos más grandes en relación con el tamaño del cuerpo. Utilizan su delgada cola, dos veces más grande que su cuerpo para balancearse. Trepan verticalmente a los árboles y brincan de rama en rama. El color de su pelaje espeso y sedoso varía entre el gris y el marrón oscuro. Sus dedos están alargados y presentan almohadillas en las yemas para sujetarse y trepar mejor por los troncos. Es el único primate conocido que tiene la capacidad de comunicarse a través de ultrasonido.
Paradójicamente, la superstición local ha servido para preservar esta especie en peligro, ya que los indígenas los sueltan al bosque porque creen que trae mala suerte.